# Craig Walsh (Komponist)
Craig Thomas Walsh (* 11. April 1971 in Somerville, New Jersey) ist ein US-amerikanischer Komponist und Musikpädagoge.
Walsh studierte Musiktheorie und Komposition am Mannes College of Music und an der Brandeis University. Er unterrichtete an der Brandeis University, der University of North Carolina und der Bridgewater State University und wurde dann Associate Professor an der University of Arizona mit den Fächern Komposition, Musiktheorie, elektroakustische Musik und Orchestration.
Neben elektroakustischen komponierte er  Werke für klassische Musikinstrumente, die von Ensembles wie dem New Music Ensemble, dem Empyrean Ensemble, dem Manhattan String Quartet, dem Arizona Contemporary Ensemble, der Oberlin Sinfonietta, dem Wellesley Composer’s Conference Chamber Orchestra, den Friends and Enemies of New Music, den Mallarme Chamber Players und den Middle Voices und Solisten wie Rhonda Rider, Daniel Stepner, Stephen Gosling, Madeleine Shapiro, Stella Markou, Mark Rush, Norm Weinberg, Todd Rewoldt, F. Gerard Errante und Philipp Staudlin aufgeführt wurden. Er wurde u. a. mit einem Guggenheim-Stipendium sowie Preisen der National Association of Composers in the United States, der Music Teachers National Association und der American Society of Composers, Authors and Publishers ausgezeichnet.

## Werke
- The Destruction of the Temple of Heaven für Klavier und neun Instrumente (2012)
- String Quartet (2010)
- Sugar Touch für Altsaxophon und elektroakustische Musik (2009)
- Cookin’ the Books für Flöte, Klarinette, Geige, Bratsche, Cello, Klavier und Perkussion (2008)
- Neshanic Wanes für Klaviertrio (2007)
- Pointing Out Your Ruse für Geige und Perkussion  (2005)
- Terma für Sopran und digitale Medien (2004)
- Chaconnesque für Klarinette, Bratsche und Klavier (2003)
- Bugaboo für Kammerorchester (2002)
- Schism für Klarinette und Bratsche (2000)
- Linesfür Klavier (2000)
- Radix für digitale Medien (1999)
- Junket für digitale Medien (1999)
- Pipeline Burst Cache für Cello und digitale Medien (1998)
- Fallout City für digitale Medien (1997)
- Zook für Trompete, Klarinette, Geige, Cello und Klavier (1997)
- Shifting Trajectories für sdigitale Medien (1996)
- Citrine für Flöte, Klarinette, Geige, Cello und Cembalo (1995)
- Zoom für Geige und Klavier (1995)
- 0 to 33 in 1098.5 für Geige und Klarinette  (1994)
- Black Scissors für präpariertes Klavier (1993)